# Новиков Дмитро Олександрович
Дмитро́ Олекса́ндрович Но́виков (рос. Дмитрий Александрович Новиков; нар. 23 вересня 1970, Москва, Російська РФСР) — російський науковець, фахівець в області теорії управління системами міждисциплінарної природи, доктор технічних наук, професор, член-кореспондент РАН, директор Інституту проблем управління РАН. Автор понад 400 наукових робіт з теорії управління системами міждисциплінарної природи, в тому числі — з системного аналізу, теорії ігор, прийняття рішень, управління проектами та математичних моделей механізмів управління соціально-економічними системами.